# Constantin Schumacher
Constantin Schumacher (* 8. Mai 1976 in Fălticeni) ist ein ehemaliger rumänischer Fußballspieler und derzeitiger -trainer mit teilweise deutscher Abstammung. Seit August 2017 ist er als Trainer bei Rapid Bukarest in der rumänischen 4. Liga tätig.

## Spielerkarriere

### Verein
Constantin Schumacher begann seine Fußballkarriere am Jugendklub CSŞ Fălticeni, von wo er 1992 zu Foresta Fălticeni für eine Saison wechselte. Nach dieser wechselt er zum Zweitligisten FC Argeș Pitești, wo er fünf Spielzeiten spielt. Am Ende der ersten Saison gelingt der Mannschaft den Aufstieg in die Liga I. 2000 wechselt er zu Rapid Bukarest, wo er vier Spielzeiten spielte, bevor er ein chinesisches Abenteuer bei Chongqing Qiche begann. Nach zwei Jahren in China, kehrte er zurück nach Rumänien zu Universitatea Craiova. Da die Mannschaft in der Saison abgestiegen ist, wechselte er in die Ukraine zu Wolyn Luzk. Nach nur einem Jahr kehrte er zurück nach Rumänien, wo er für mehrere Klubs spielte.

### Nationalmannschaft
Schumacher spielte einmal für die rumänische Fußballnationalmannschaft im Spiel gegen Kroatien im Temeswarer Dan-Păltinișanu-Stadion.

## Trainerkarriere
Nach dem Ende seiner aktiven Laufbahn arbeitete Schumacher als Fußballtrainer.